# Nenad Kljaić
Nenad Kljaić (n. 21 decembrie 1966, Zagreb, Republica Socialistă Croația, RSF Iugoslavia) este un handbalist ce a reprezentat Croația, medaliat olimpic. A participat la o ediție a Jocurilor Olimpice (1996) în care a câștigat o medalie de aur.

## Participări
Lista de mai jos prezintă principalele competiții la care a participat Nenad Kljaić de-a lungul carierei.
- Jocurile Olimpice de vară din 1996